# Thesium viridifolium
Thesium viridifolium är en sandelträdsväxtart som beskrevs av Margaret Rutherford Bryan Levyns. Thesium viridifolium ingår i släktet spindelörter, och familjen sandelträdsväxter. Inga underarter finns listade i Catalogue of Life.